# Cleator Moor
Koordinaten: 54° 11′ N, 3° 30′ W
Cleator Moor ist ein Ort und Civil parish mit 6939 Einwohnern (2001) in Cumbria im Nordwesten Englands.
In Cleator Moor gab es mehrere Minen, die Eisenerz förderten. Der Erzabbau führte dazu, dass Teile des Ortes durch Senkungen unbewohnbar wurden. Die Cleator and Workington Junction Railway wurde unter anderem zu dem Zweck gegründet, das Eisenerz aus Cleator Moor zur Stahlindustrie in Workington zu bringen. Die Bahnlinie wurde 1931 stillgelegt. Im Ort selbst wurde aber auch Stahl produziert.
Jakob Spreiregen gründete die Firma Kangol 1938 in Cleator Moor. Die Fabrik in der Stadt wurde 2009 geschlossen.
Der Maler L. S. Lowry kam oft nach Cleator Moor und malte Bilder der Stadt und Umgebung.
Der Ort ist nach dem Ende des traditionellen Erzabbaus von hoher Arbeitslosigkeit betroffen und stark von Arbeitsplätzen im nahen Sellafield abhängig.